# احمد خاص احمدی

احمد خاص احمدی (زادهٔ ۱۳۳۷ در تربت جام) نمایندهٔ حوزهٔ انتخابیهٔ تربت جام و تایباد در دورهٔ هفتم مجلس شورای اسلامی بوده‌است. وی پیش‌تر در دورهٔ ششم نیز عضو این مجلس بود.